# The Saga Begins
The Saga Begins est une parodie de "Weird Al" Yankovic fondée sur la chanson American Pie de Don McLean. Il est sorti en 1999.
Les paroles sont un résumé humoristique de Star Wars, épisode I : La Menace fantôme. Le titre de la chanson est dérivé du slogan du film « Every saga has a beginning ».

## Classement
| Classement (2010)                    | Meilleure position |
| ------------------------------------ | ------------------ |
| US Comedy Digital Tracks (Billboard) | 20                 |